# The Sylvers

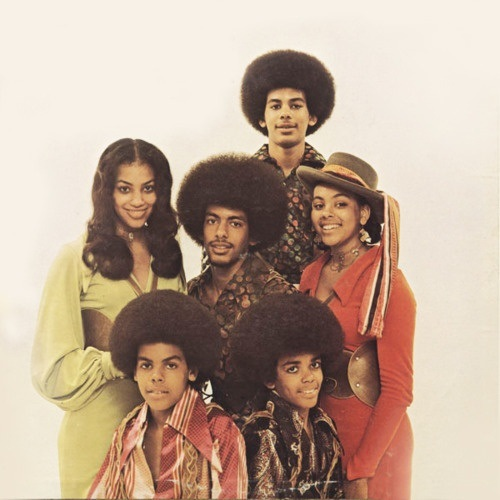
Trade ad der Single „Fools Paradise“ von The Sylvers

Die Sylvers war eine US-amerikanische schwarze Discosoulband aus Los Angeles, die in den 1970er Jahren bis hinein in die 1980er Jahre aktiv war. Ihr größter Hit war der Song Boogie Fever, 1976 ein Nummer-eins-Hit in den USA.

## Bandgeschichte
In den 1960er Jahren formte die allein erziehende Mutter und ehemalige Opernsängerin Shirley Sylvers aus ihren vier ältesten Kindern die Little Angels. Sie traten in ihrer Heimat Memphis auf und nach einigen Erfolgen bei Casting-Shows zogen sie um nach New York, wo sie ein größeres Publikum hatten. Schließlich ließen sie sich in Los Angeles nieder. Dort schafften sie es auch in Fernsehshows unter anderem mit Dinah Shore oder Groucho Marx. Zeitweise tourten sie auch durch die Staaten und traten sogar als Tourbegleitung von Ray Charles oder Johnny Mathis in Europa auf.
Anfang der 70er Jahre wurde die Band um jüngere Geschwister erweitert: Von den 10 Kindern waren im Lauf der Zeit 9 an der Band beteiligt. Sie benannten sich in The Sylvers um und schlossen sich dem MGM-Sublabel Pride an, um ihre eigenen, von Leon Sylvers geschriebenen Songs, zu veröffentlichen. 1972 hatten sie ihren ersten Hit Fool’s Paradise, produziert von Jerry Butler. Das Lied erreichte Platz 14 der R&B-Charts und schaffte es auch in die offiziellen Singlecharts. Mit Wish That I Could Talk to You und Stay Away from Me hatten sie noch zwei weitere ähnlich erfolgreiche Songs. Wie bei ähnlichen Familienbands wie den Jackson Five oder den Osmonds wurde auch eine Solokarriere eines Mitglieds aufgebaut: der Jüngste, Foster Sylvers, hatte 1973 zwei kleinere eigene Hits.
Danach blieb aber der Erfolg erst einmal aus, das dritte Sylvers-Album bei MGM floppte und ein geplantes viertes wurde nicht veröffentlicht. 1975 wurden sie von Larkin Arnold zu Capitol Records geholt. Freddie Perren, der auch schon die Jackson Five produziert hatte, nahm sich der Gruppe an und schrieb zusammen mit Ken St. Lewis auch ihre erste Single Boogie Fever. Mit dem großen Label im Hintergrund wurde das Lied zu einem Nummer-eins-Hit und Millionenseller.
Mit Songs wie Hot Line, ihrem zweiten Millionenseller, und High School Dance konnten sie in den folgenden beiden Jahren an den Erfolg anknüpfen. Dann trennten sie sich von Perren, weil sie ihren Sound ändern und ihre Musik selbst produzieren wollten. Danach blieben aber gegen Ende der 1970er Jahre die Hits aus. Ein weiterer Labelwechsel brachte nur kurzfristigen Erfolg und sie verschwanden aus den Charts. Die Mitglieder gingen zum Teil auch ihre eigenen Wege. Leon Sylvers war sehr erfolgreich als Produzent und Songwriter und schrieb unter anderem an The Second Time Around von Shalamar und And the Beat Goes On von den Whispers mit, beides Nummer-eins-Hits in den R&B- und Dance-Charts. Edmund Sylvers hatte 1980 einen kleinen Solohit.
Mitte der 1980er Jahre schafften die Sylvers noch einmal ein Comeback als Band und hatten zwei kleinere Hits in den R&B-Charts. 1985 lösten sie sich aber endgültig auf. In den 2000er Jahren wurden ihre Songs von vielen namhaften Musikern wie 50 Cent, Snoop Dogg und Ghostface Killah als Sample verwendet.

## Mitglieder
- Olympia-Ann Sylvers (* 13. Oktober 1951)
- Leon Frank Sylvers III (* 7. März 1953)
- Charmaine Sylvers (* 9. März 1954)
- James Sylvers (* 8. Juni 1955)
- Edmund Sylvers (* 25. Januar 1957; † 11. März 2004)
- Ricky Silvers (* 13. Oktober 1958)
- Angie Sylvers (* 11. April 1960)
- Patricia Sylvers (* 25. März 1961)
- Foster Sylvers (* 25. Februar 1962)

## Diskografie

### Alben
| Jahr | Titel             | Höchstplatzierung, Gesamtwochen, AuszeichnungChartplatzierungen (Jahr, Titel, Platzierungen, Wochen, Auszeichnungen, Anmerkungen, Label) | Höchstplatzierung, Gesamtwochen, AuszeichnungChartplatzierungen (Jahr, Titel, Platzierungen, Wochen, Auszeichnungen, Anmerkungen, Label) | Anmerkungen                                                     | Label           |
| Jahr | Titel             | US | R&B | Anmerkungen                                                     | Label           |
| ---- | ----------------- | --- | --- | --------------------------------------------------------------- | --------------- |
| 1973 | The Sylvers       | US180 (7 Wo.)US | R&B15 (12 Wo.)R&B | Produzent: Jerry Butler                                         | Pride 0007      |
| 1973 | The Sylvers II    | US164 (5 Wo.)US | R&B37 (14 Wo.)R&B | Produzent: Keg Johnson                                          | Pride 0026      |
| 1976 | Showcase          | US58 (25 Wo.)US | R&B23 (17 Wo.)R&B | Produzent: Freddie Perren                                       | Capitol 11465   |
| 1976 | Something Special | US80 (18 Wo.)US | R&B13 (22 Wo.)R&B | Produzent: Freddie Perren                                       | Capitol 11580   |
| 1977 | New Horizons      | US134 (13 Wo.)US | R&B43 (14 Wo.)R&B | Produzent: The Sylvers                                          | Capitol 11705   |
| 1978 | Forever Yours     | US132 (8 Wo.)US | R&B40 (8 Wo.)R&B | Produzent: Leon Sylvers III, James Sylvers, Al Ross, Bob Cullen | Casablanca 7103 |

Weitere Alben
- The Sylvers III (MGM, 1974)
- Best of the Sylvers (Compilation, Capitol, 1978)
- Disco Fever (Casablanca, 1979)
- Concept (Solar, 1981)
- Bizarre (Geffen, 1984)

### Lieder
| Jahr | Titel Album                                 | Höchstplatzierung, Gesamtwochen, AuszeichnungChartplatzierungen (Jahr, Titel, Album, Platzierungen, Wochen, Auszeichnungen, Anmerkungen, Label) | Höchstplatzierung, Gesamtwochen, AuszeichnungChartplatzierungen (Jahr, Titel, Album, Platzierungen, Wochen, Auszeichnungen, Anmerkungen, Label) | Anmerkungen                                                                            | Label          |
| Jahr | Titel Album                                 | US | R&B | Anmerkungen                                                                            | Label          |
| ---- | ------------------------------------------- | --- | --- | -------------------------------------------------------------------------------------- | -------------- |
| 1972 | Fool’s Paradise The Sylvers                 | US94 (3 Wo.)US | R&B14 (12 Wo.)R&B | Autor: Leon Sylvers III                                                                | Pride 1001     |
| 1972 | Wish That I Could Talk to You The Sylvers   | US77 (10 Wo.)US | R&B10 (13 Wo.)R&B | Autor: Leon Sylvers III                                                                | Pride 1019     |
| 1973 | Stay Away from Me The Sylvers II            | US89 (3 Wo.)US | R&B33 (8 Wo.)R&B | Autor: Leon Sylvers III                                                                | Pride 1029     |
| 1974 | Through the Love in My Heart The Sylvers II | — | R&B50 (9 Wo.)R&B | Autor: Leon Sylvers III                                                                | MGM 14678      |
| 1975 | Boogie Fever Showcase                       | US1 Gold · (21 Wo.)US | R&B1 (25 Wo.)R&B | Autoren: Kenneth St. Lewis, Freddie Perren                                             | Capitol 4179   |
| 1976 | Cotton Candy Showcase                       | US59 (7 Wo.)US | R&B19 (15 Wo.)R&B | Autoren: Kenneth St. Lewis, Freddie Perren, Christine Yarian                           | Capitol 4255   |
| 1976 | Hot Line Something Special                  | US5 Gold · (24 Wo.)US | R&B3 (21 Wo.)R&B | Autoren: Kenneth St. Lewis, Freddie Perren                                             | Capitol 4336   |
| 1977 | High School Dance Something Special         | US17 (17 Wo.)US | R&B6 (11 Wo.)R&B | Autoren: Edmund Sylvers, James Sylvers, Leon Sylvers II, Ricky Sylvers                 | Capitol 4405   |
| 1977 | Any Way You Want Me New Horizons            | US72 (9 Wo.)US | R&B12 (15 Wo.)R&B | Autoren: Edmund Sylvers, Leon Sylvers III                                              | Capitol 4493   |
| 1978 | New Horizon New Horizons                    | — | R&B45 (10 Wo.)R&B | Autoren: Leon Sylvers III, Ricky Sylvers                                               | Capitol 4532   |
| 1978 | Don’t Stop, Get Off Forever Yours           | — | R&B15 (14 Wo.)R&B | Autoren: Edmund Sylvers, Foster Sylvers, James Sylvers, Leon Sylvers II, Ricky Sylvers | Casablanca 938 |
| 1984 | In One Love and out the Other Bizarre       | — | R&B42 (10 Wo.)R&B | Autoren: Dana Meyers, Leon Sylvers III, Pamela Phillips-Oland                          | Geffen 29293   |
| 1985 | Falling for Your Love Bizarre               | — | R&B76 (6 Wo.)R&B | Autoren: Foster Sylvers, Pamela Phillips-Oland                                         | Geffen 29061   |

Weitere Lieder
- I’m Just a Lonely Soul (1971)
- Time to Ride (1972)
- I Aim to Please (1974)
- Forever Yours (1979)
- Mahogany (1979)
- Dance Right Now (1979)
- Hoochie Coochie Dancin’ (1979)
- Come Back Lover, Come Back (1981)
- Take It to the Top (1982)